# Lunegarde
Lunegarde – miejscowość i gmina we Francji, w regionie Oksytania, w departamencie Lot.
Według danych na rok 1990 gminę zamieszkiwały 64 osoby, a gęstość zaludnienia wynosiła 6 osób/km² (wśród 3020 gmin regionu Midi-Pyrénées Lunegarde plasuje się na 999. miejscu pod względem liczby ludności, natomiast pod względem powierzchni na miejscu 1038.).